# 대한민국 제6대 대통령 선거 신민회 후보 선출
대한민국 제6대 대통령 선거 신민회 후보 지명은 1967년 2월 25일 신민회가 김준연 신민당 의원을 제6대 대선 후보에 추대한 것을 말한다. 이후 신민회는 민중당으로 당명을 바꾸어, 김준연 후보는 민중당의 후보로 대선에 나서게 되었다.

## 개요
1963년 제5대 대선 때는 박정희 후보를 지원했던 신민회는 이번에는 김준연 의원을 후보로 내세우기로 결정했다. 2월 23일 신민당을 탈당한 김준연은 당초 신민회와 정민회를 두고 고민하였으나, 2월 25일 신민회 전당대회에서 신민회 후보직을 수락하였다.
대의원 134명 중 102명이 출석한 이 대회에서 당수로는 성보경이 만장일치로 재선되었으며, 당명은 신민당으로 개칭하기로 결정되었다.
그러나 중앙선거관리위원회는 이미 신한당과 민중당이 합당해 생긴 신민당이 있음으로 이같은 당명 변경 신청을 거부하였다. 이에 신민회는 3월 4일 대신 '민중당'으로의 당명 변경 신청을 제출했는데, 이는 역시 신민당으로 합당되며 사라진 민중당과 같은 이름이라 선관위는 고민에 빠졌다.
격론 끝에 선관위는 3월 10일 신민회의 당명 변경 신청을 받아들이기로 결정하였고, 결국 신민회는 민중당으로 개명에 성공, 김준연 후보는 민중당의 대선 후보가 되었다.

## 같이 보기
- 대한민국 제6대 대통령 선거